# Ctenodecticus granatensis
Ctenodecticus granatensis is een rechtvleugelig insect uit de familie sabelsprinkhanen (Tettigoniidae). De wetenschappelijke naam van deze soort is voor het eerst geldig gepubliceerd in 1978 door Pascual.
1. ↑  (en) Ctenodecticus granatensis op de IUCN Red List of Threatened Species.